# Andrew Allen (Politiker)

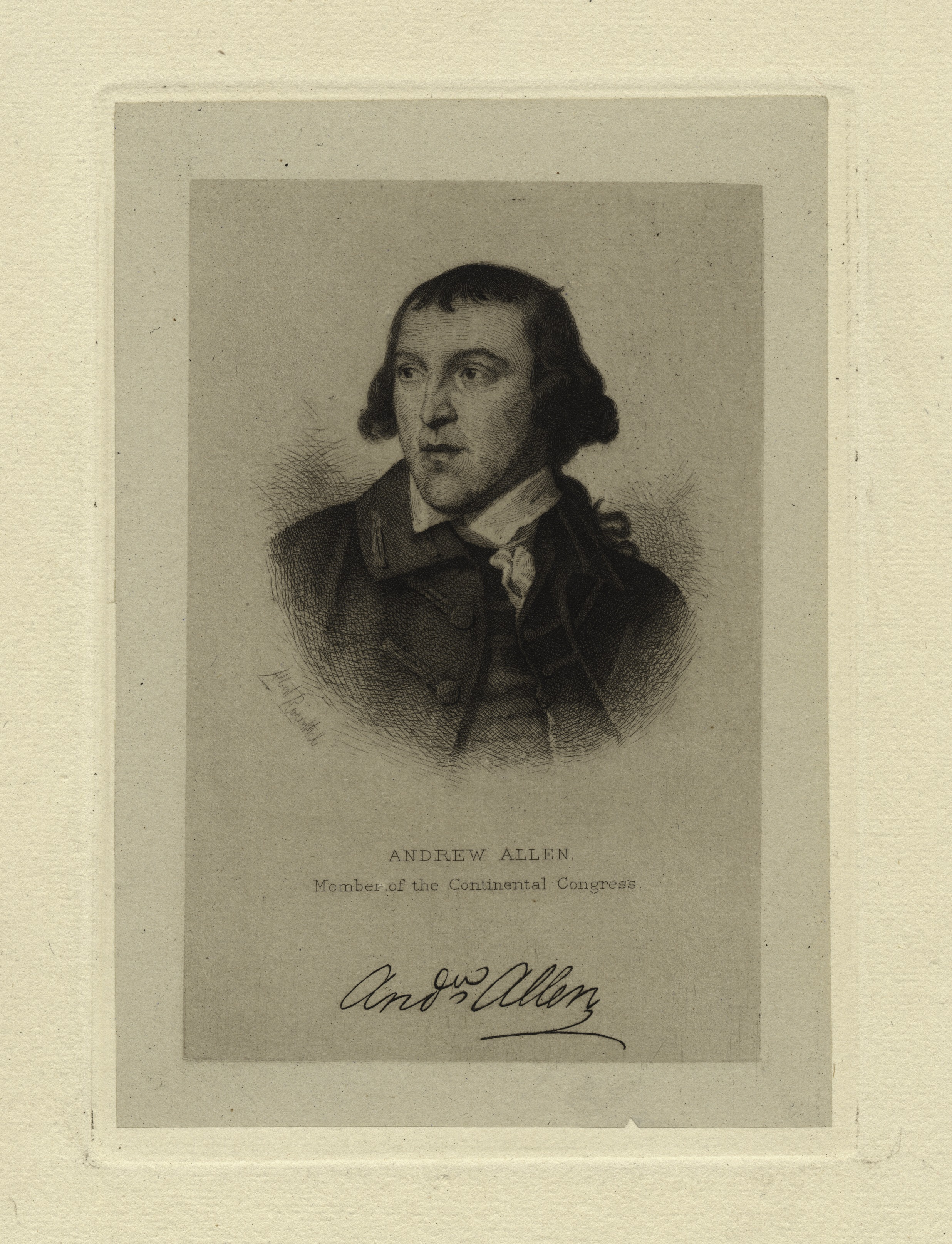
Andrew Allen

Andrew Allen (* Juni 1740 in Philadelphia, Provinz Pennsylvania; † 7. März 1825 in London, England) war ein britischer Politiker im kolonialen Nordamerika. In den Jahren 1775 und 1776 nahm er als Delegierter für Pennsylvania am Kontinentalkongress teil.

## Werdegang
Nach einem Jurastudium in der britischen Hauptstadt London und seiner 1765 erfolgten Zulassung als Rechtsanwalt begann Andrew Allen in Philadelphia in diesem Beruf zu arbeiten. Gleichzeitig wurde er dort auch politisch aktiv. Er wurde Mitglied im Stadtrat. 1766 wurde er auch Attorney General der britischen Kolonie Pennsylvania. Zu Beginn der Revolution schloss er sich zunächst deren Sache an und wurde Mitglied einiger revolutionärer Gremien wie des Sicherheitsausschusses seiner Heimatstadt. Von 1775 bis 1776 vertrat Allen Pennsylvania im Kontinentalkongress. Er war aber kein Befürworter der Unabhängigkeit der Kolonien, sondern strebte lediglich Reformen innerhalb der britischen Kolonialverwaltung an.
Als sich die Kolonisten mehr und mehr in Richtung Abspaltung von der britischen Herrschaft bewegten und es zu ersten Kampfhandlungen kam, trat Allen aus dem Kontinentalkongress zurück. Er bekannte sich als Loyalist und unterstützte die Engländer. Er leistete sogar einen Treueeid auf König Georg III. In der Folge hielt er sich im britisch kontrollierten Gebiet auf. Nach der Niederlage der Engländer im Unabhängigkeitskrieg ging er mit deren Truppen in das Mutterland, wo er in London als Anwalt praktizierte. Dort ist er am 7. März 1825 auch verstorben. In den Vereinigten Staaten wurde er als Verräter betrachtet. Sein Vermögen wurde beschlagnahmt. In London lebte er neben seinen Einnahmen aus seiner Anwaltstätigkeit von einer jährlichen Pension von 400 Pfund, die ihm die britische Regierung gewährt hatte.
Er war gewähltes Mitglied der American Philosophical Society.